# Contact (Legespiel)

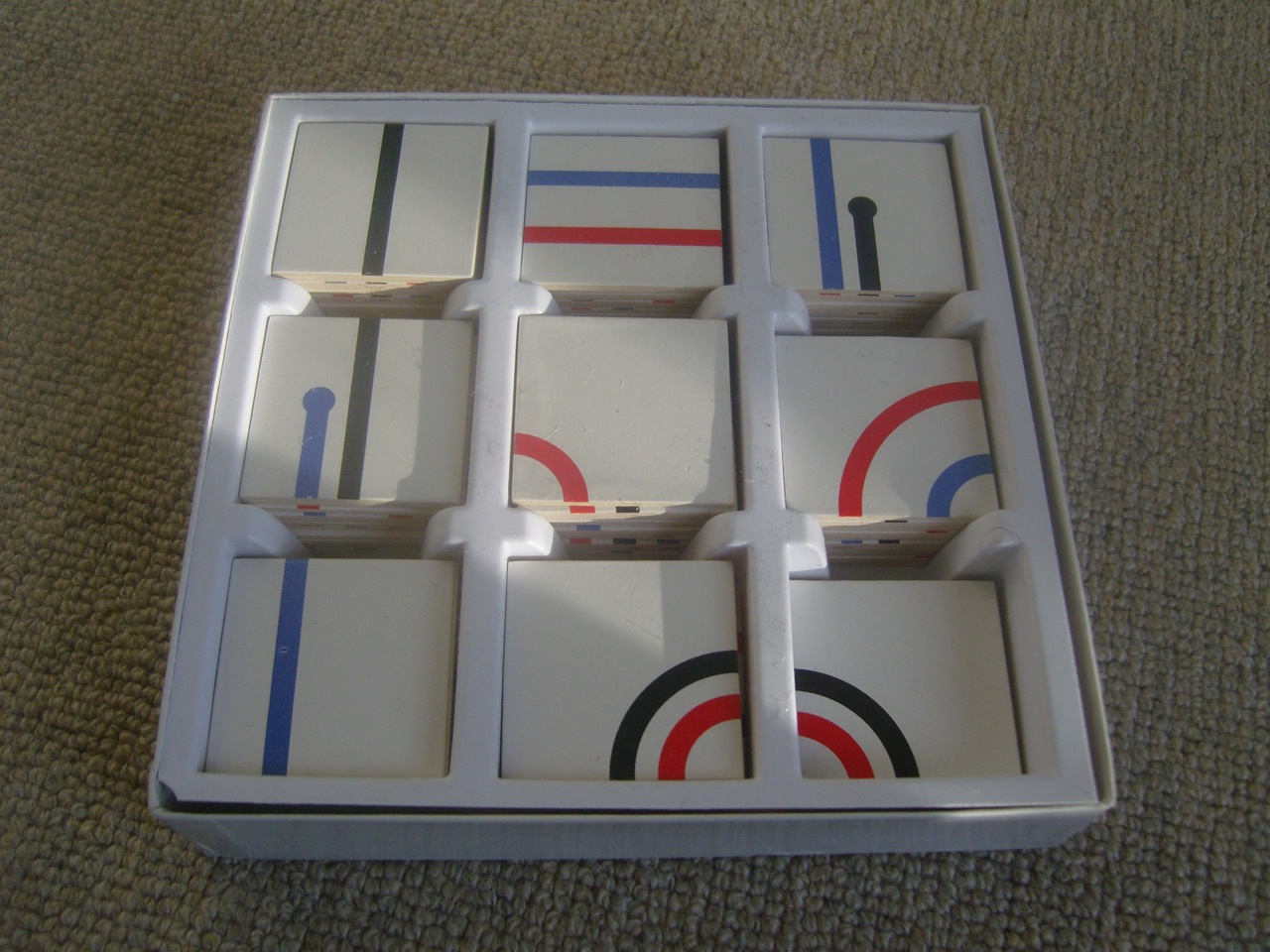
Contact, Spielkarten

Contact ist ein Kinderspiel in Form eines Legespiels von Ken Garland.
Das Spiel wurde erstmals 1969 von James Galt and Company in den Vereinigten Staaten als Connect veröffentlicht. 1970 wurde es dann von Ravensburger in verschiedenen Ausgaben als Connect oder Contact veröffentlicht. 1982 wurde die Lizenz an Ravensburger übertragen, 1984 erschien dann bei Ravensburger eine Neuauflage als Rivers, Road and Rails bzw. Contact mit Illustrationen von Josef Löflath.
Das Spiel für zwei bis zehn Personen ist für Kinder bereits ab einem Alter von vier Jahren geeignet und dauert etwa 20 Minuten. 
1971 erhielt das Spiel den Bundespreis „Gute Form“ vom Rat für Formgebung.

## Spielablauf und -ziel
Zu Beginn des Spiels erhält jeder Spieler eine Anzahl quadratischer Karten, auf denen drei Verkehrswege abgebildet sein können: Fluss, Gleise und Straße. Die verbleibenden Karten werden gestapelt. Es gibt „gerade“ Karten mit Anschlüssen an gegenüberliegenden Kanten, „Kurven“-Karten und zwei Abzweigungen; weiterhin können auf jeder Karte Verkehrswege enden oder beginnen.
Reihum kann jeder Spieler eine Karte legen (sofern alle Verkehrswege passen), ansonsten muss eine Karte vom Stapel gezogen werden. Ziel des Spiels ist es, als erster alle seine Karten loszuwerden.